# Long terminal repeat

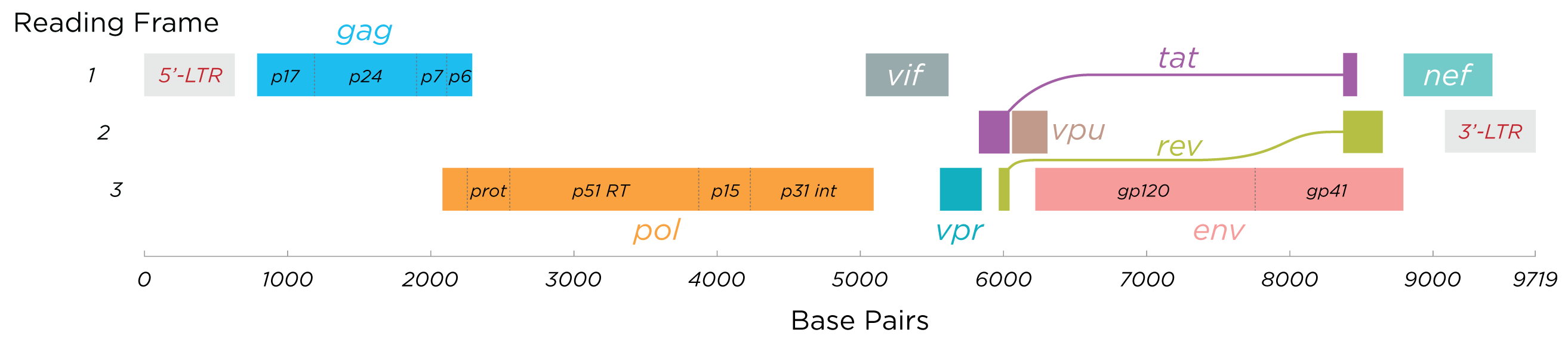
Leesraam van het hiv-genoom met een LTR aan beide zijden

Een long terminal repeat of LTR (lang eindstandige herhaling) is een 200-600 bp lang DNA repeat, die het gen aan beide zijden flankeert en ervoor zorgt dat het gen weer in het genoom wordt opgenomen (springend gen). Bij retrovirussen zit aan de beide einden van het genoom een LTR, die de latere integratie naar het provirus bewerken. Een provirus is virus-DNA dat in het genoom van de gastheer is opgenomen.

## Bouw
LTR's bevatten alle signaalsequenties die voor de sturing van de genexpressie nodig zijn van 5' naar 3'.
 Een LTR bestaat uit de volgende drie gebieden:
- U3 (unique 3') met GRE (karakteristieke basensequentie TGTTA), enhancer (TGTGCTAAG) en promotor (TATA-box)
- R (redundant) met een polyadenyleringssignaal (AATAAA) voor de vorming van een poly(A)-staart ter stabilisering van het mRNA (zie transcriptie en gen)
- U5 (unique 5')

## Functies
LTR's kunnen de transcriptie initiëren, versterken en reguleren. Ze bieden bindingsplaatsen voor de transcriptiefactoren, die voor de specificiteit van het weefsel verantwoordelijke zijn. Ze kunnen echter ook de transcriptie beëindigen.